# Charles de La Roncière
Charles Germain Marie Bourel de La Roncière (Nantes, 24 ottobre 1870 – Gourin, 15 giugno 1941) è stato uno storico, scrittore e bibliotecario francese, che contribuì attivamente alla rinascita della storia marittima in Francia, autore dei sei volumi della Histoire de la marine française, che coprono il periodo dalle origini al 1715, pubblicati dal 1899 al 1932.

## Biografia

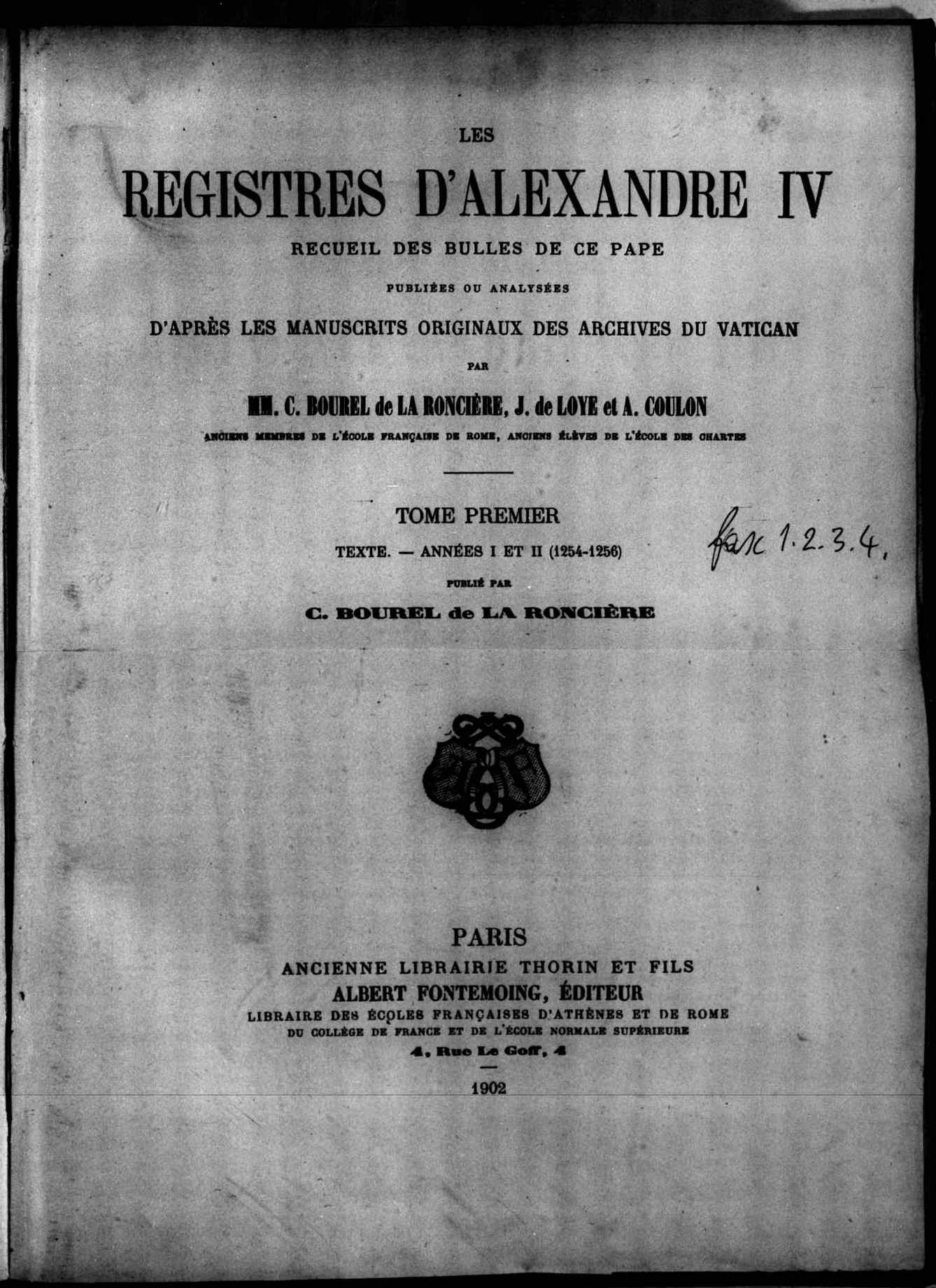
Les registres d'Alexandre IV, 1902.

Nacque a Nantes il 24 ottobre 1870, figlio di Charles Eugène Victor Bourel e di Louise Emeline Rathouis (sorella del gesuita Charles Rathouis).
Uscì dalla École nationale des chartes, promozione del 1892, con una tesi sulla marina de Luigi XI. Divenne poi residente della École française di Roma, dove preparò l'edizione dei Regesti di Alessandro IV (1894-95). Al suo ritorno nel 1894, entrò a far parte della Biblioteca nazionale di Francia, dove prestò servizio per quarantacinque anni, prima nel dipartimento dei manoscritti, poi dal luglio 1909 in quello delle mappe e planimetrie e infine nel materiale stampato dal novembre 1910. La sua prima moglie morì nel giugno 1904, all'età di 27 anni, e fu sepolto nel Cimitero di Père-Lachaise. Si risposò nel 1910 con Jeanne Huet de la Bastière, che morì nel 1971 e fu sepolta nel cimitero di Père-Lachaise.
Membro fondatore nel 1921 dell'Académie de marine, ne fu presidente a partire dal 1930. Membro del Comité des travaux historiques et scientifiques (sezione di geografia), vicepresidente della Société d'histoire des colonies, membro del comitato centrale della Société de géographie, vinse nel 1901 e nel 1911, il premio Gobert dell'Académie des inscriptions et belles-lettres e nel 1920 il gran premio Gobert dell’Académie française per i suoi lavori sulla storia marittima. Ritiratosi a vita privata nel 1939, si spense a Gourin il 15 giugno 1941, e la salma fu poi tumulata nel cimitero di Père-Lachaise.
La sua opera segna in Francia la rinascita degli studi di storia navale, che erano stati fortemente trascurati per diversi decenni. Oltre al  Catalogue des 500 de Colbert della Biblioteca nazionale, e quello dei manoscritti delle biblioteche navali, gli dobbiamo le biografie; Jacques Cartier et la découverte de la Nouvelle-France (1931), Valbelle "le Tigre", marin de Louis XIV (1935), A la gloire de... Bougainville (pubblicato post-mortem nel 1942); opere di storia coloniale: Une épopée canadienne (1930), Nègres et négriers (1933), Au fil du Mississippi (1935), Histoire de la découverte de la Terre (1938)  e centinaia di articoli dedicati alla storia della marina e quello della geografia. Il suo lavoro più celebre e Histoire de la marine française dalle origini al 1715 in 6 volumi pubblicati dal 1899 al 1932. Essa fu proseguita da Georges Lacour-Gayet con Histoire de la marine de Louis XV e Histoire de la marine de Louis XVI che permisero di coprire il periodo dal 1715 al 1789. Genero di Maurice Raynaud e padre di Monique de La Roncière.

## Pubblicazioni

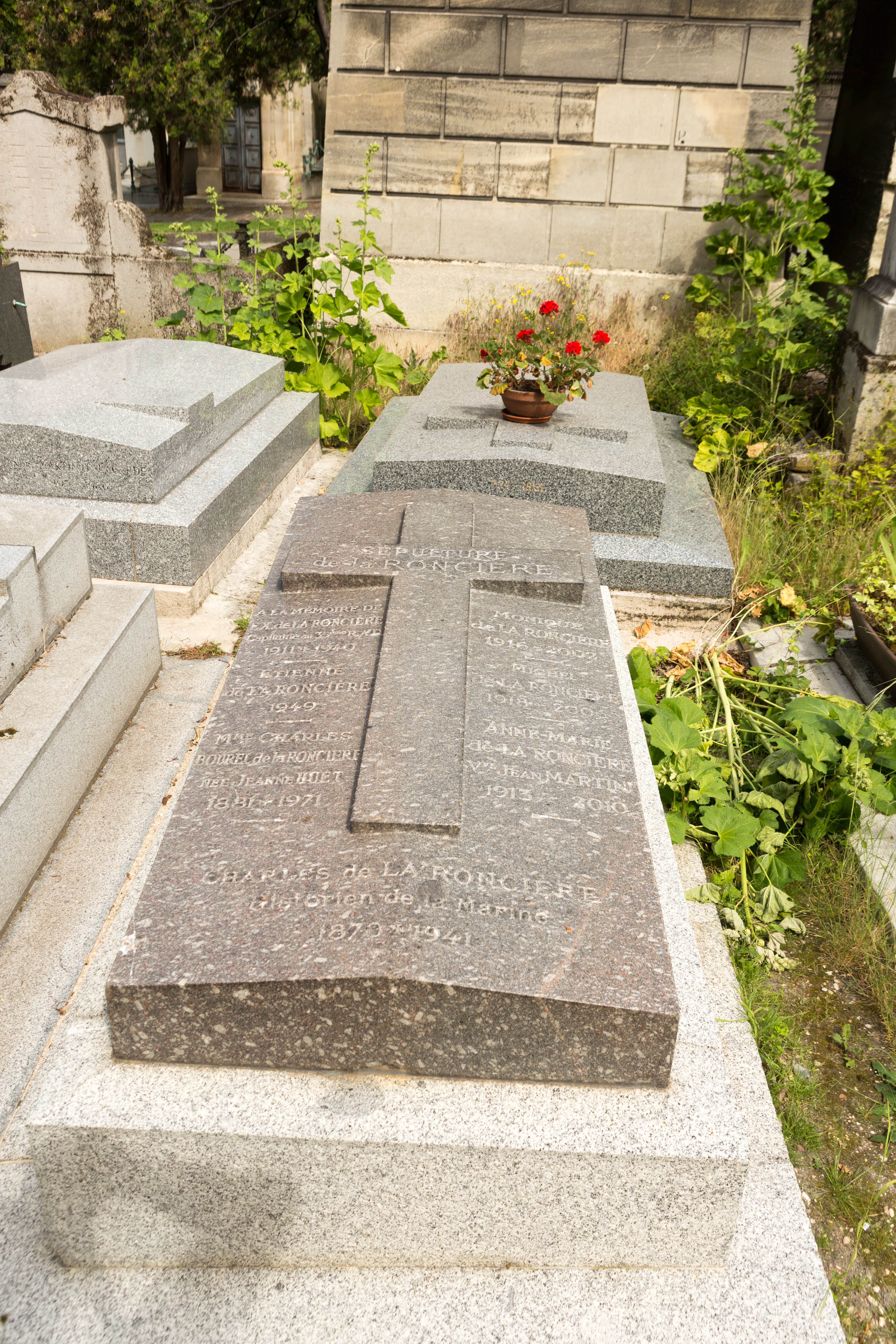
La sua tomba al cimitero del Père-Lachaise.

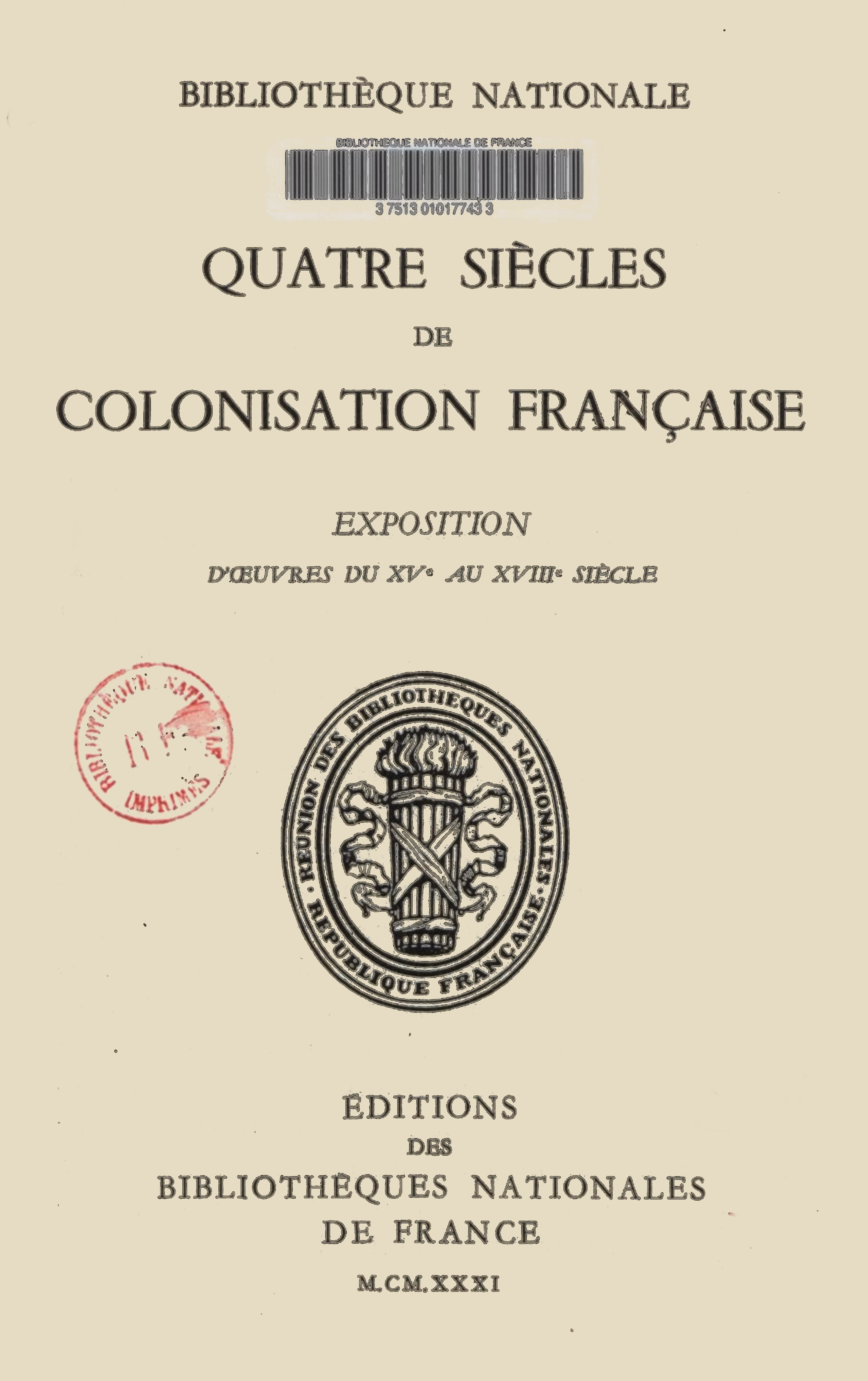
Charles Bourel de La Roncière, Bibliothèque nationale de France (dir.) e Bibliothèque nationale de France (dir.), Quatre siècles de colonisation française : exposition d'oeuvres du XVème au XVIIIème siècle, Éditions des Bibliothèques nationales de France, 1931.

- Histoire de la marine française. Tome 1 Les origines, Paris, Plon-Nourrit et Cie. Imprimeurs-éditeurs, 1899.
- Histoire de la marine française. Tome 2 La guerre de Cent Ans. Révolution maritime, Paris, Plon-Nourrit et Cie. Imprimeurs-éditeurs, 1900.
- Histoire de la marine française. Tome 3 Les guerres d'Italie. Liberté des mers, Paris, Plon-Nourrit et Cie. Imprimeurs-éditeurs, 1906.
- Histoire de la marine française. Tome 4 En quête d'un empire colonial. Richelieu, Paris, Plon-Nourrit et Cie. Imprimeurs-éditeurs, 1910.
- Histoire de la marine française. Tome 5 La guerre de Trente Ans. Colbert, Paris, Plon-Nourrit et Cie. Imprimeurs-éditeurs, 1920.
- Histoire de la marine française. Tome 6 Le crépuscule du grand règne. L'apogée de la guerre de course, Paris, Plon-Nourrit et Cie. Imprimeurs-éditeurs, 1932.

Altre pubblicazioni
- La Marine française sous Louis XI, Impr. de Protat frères, Mâcon, 1892.[4]
- Une escadre franco-papale, Impr. de P. Cuggiani, Rome, 1893.[4]
- Un Inventaire de bord en 1294 et les origines de la navigation hauturière..., Nogent-le-Rotrou, impr. Daupeley-Gouverneur, Paris, 1895.[4]
- La Pragmatique Sanction de 1438 et Alain de Coëtivy, Impr. de H. Bouillant, Saint-Denis, 1895.[4]
- La Domination française à Pise (1404-1406), Impr. de P. Cuggiani, Paris, 1895.[4]
- Première guerre entre le protectionnisme et le libre-échange, Paris, 1895.[4]
- Catalogue de la collection de Camps conservée au département des manuscrits de la Bibliothèque nationale, E. Bouillon, Paris, 1896.[4]
- Charlemagne et la civilisation maritime au IXe siècle, E. Bouillon, Paris, 1897.[4]
- La marine au siège de Calais, Nogent-le-Rotrou Impr. de Daupeley-Gouverneur, Paris, 1898.[4]
- Quatrième Guerre navale entre la France et l'Angleterre (1335-1341),  L. Baudoin, Paris, 1898.[4]
- François Ier et la défense de Rhodes, Nogent-le-Rotrou : imp. de Daupeley-Gouverneur, Paris, 1901.[4]
- Les registres d'Alexandre IV' vol. 1,  A. Fontemoing, Paris, 1902.[4]
- L'atlas catalan de Charles V dérive-t-il d'un prototype catalan ?, Nogent-le-Rotrou : impr. de Daupeley-Gouverneur, Paris, 1903.[4]
- Le Premier routier-pilote de Terre-Neuve (1579), Paris, 1904.[4]
- La Question de Terre-Neuve : les droits indiscutables de la France..., L. de Soye et fils, Paris, 1904.[4]
- Passage par les pôles et l'isthme de Panama au temps de Henri IV, Bureaux de la revue, Paris, 1904.[4]
- Henri II précurseur de Colbert, Nogent-le-Rotrou : impr. de Daupeley-Gouverneur, Paris, 1905.[4]
- Une bataille de Navarin-Lépante ignorée, R. Chapelot, Paris, 1906.[4]
- Le Secret de la reine et la succession de Portugal, (1580-1585), Impr. de Plon, Nourrit et Cie, Paris, 1908.[4]
- Un atlas inconnu de la dernière expédition de Drake (vues prises de son bord), Impr. Nationale, Paris, 1909.[4]
- Une carte française encore inconnue du Nouveau monde, 1584, Nogent-le-Rotrou, impr. de Daupeley-Gouverneur, Paris, 1910. In-8°, 16 p.[4]
- Le Portulan du XVe siècle découvert à Gap, Impr. Nationale, Paris, 1911.[4]
- Notre première tentative de colonisation au Canada, Nogent-le-Rotrou, impr. de Daupeley-Gouverneur, Paris, 1912.[4]
- Mémoires de Philippe Prévost de Beaulieu-Persac, capitaine de vaisseau (1608-1610 et 1627), Librairie Renouard, Paris, 1913.[4]
- Les Précurseurs de la Compagnie des Indes orientales, la politique coloniale des Malouins, H. Champion, Paris, 1913.[4]
- Chronique inédite de la guerre de Bretagne (1487-1492), d'après le Livre de raison d'un notaire périgourdin, E. Rahir, Paris, 1913.[4]
- L'Ordre de Notre-Dame du Mont-Carmel et ses destinées maritimes, Nogent-le-Rotrou, impr. de Daupeley-Gouverneur, Paris, 1914.[4]
- Ce qu'ont fait en Amérique les Français depuis sa découverte jusqu'au percement de l'Isthme de Panama,  Typographie Plon-Nourrit et Cie, Paris, 1915.[4]
- Ce qu'ont fait en Amérique les Français depuis sa découverte jusqu'au percement de l'isthme de Panama, Plon-Nourrit, Paris, 1915.[4]
- Le bombardement d'Alger en 1683, Impr. Nationale, Paris, 1916.[4]
- Les origines du service hydrographique de la marine,  Imprimerie Nationale. Paris, 1916.[4]
- Le Passage Nord-Est et la Compagnie française du pôle arctique au temps de Henri IV, Paris, 1918.[4]
- Un tricentenaire. Un grand ministre de la marine, Colbert, Plon-Nourit et Cie imprimeurs-éditeurs, Paris, 1919.[4]
- L'Attaque du Fort-Royal de la Martinique par Ruyter (20 juillet 1674), Société de l'histoire des colonies françaises, Paris, 1919.[4]
- Découverte d'une relation de voyage datée du Touat et décrivant en 1447 le bassin du Niger, Impr. Nationale, Paris, 1919.
- La première hydrographie française des mers orientales,Impr. Nationale, Paris, 1919.[4]
- Gédéon Huet, 1860-1921, con Paul Alphandéry (1875-1932)Joseph Bédier (1864-1938), Charles de La Roncière (1870-1941)Le Puy en Velay : impr. de Peyriller, Rouchon et Gamon , (1921)
- La France et le tricentenaire de New-York (1624-1924), Société de l'histoire des colonies françaises, Paris, 1923.
- La bataille de Velez-Malaga et ses conséquences,  Société d'éditions géographiques, maritimes et coloniales, Paris, 1924.
- L'Ancienne Académie de marine, mémoire présenté à l'Académie de marine, le 8 octobre 1921, Société d'éditions géographiques, maritimes et coloniales, Paris, 1924.
- Bruges et la découverte de l'Afrique au moyen âge, impr. de Vve L. de Plancke, Bruges, 1924.
- Une carte de Christophe Colomb, impr. de J. Bière, Bordeaux, 1925.
- La Floride française. Scènes de la vie indienne peintes en 1564, Impr. Daupeley-Gouverneur, Nogent-le-Rotrou, 1928.
- Les portulans français, con Louis Langlois (1872-1938), Bibliothèque de Lyon, Lyon, 1930.
- Une épopée canadienne, la Renaissance du Livre, Paris, 1930.
- Le flibustier mystérieux: histoire d'un trésor caché,  Le Masque, Paris,1934.
- Nègres et Négriers Éditions des Portiques, Paris, 1933.
- Le flibustier mystérieux. Histoire d'une trésor caché, le Masque, Paris, 1934.
- Valbelle "le Tigre", marin de Louis XIV, Bernard Grasset , Paris, 1935.
- Au fil du Mississipi avec le père Marquette, Bloud et Gay, Paris, 1935.
- Histoire de la Découverte de la Terre. Explorateurs et Conquérants, Larousse, 1938.
- Explorateurs et pionniers français, L'Alliance du livre, Paris, 1941.
- A la gloire de... Bougainville, Nouvelle Revue critique, Paris, 1942.
- Un changeur florentin du Trecento: Lippo di Fede del Sega (1285 env.-1363 env)., S.E.V.P.E.N., Paris,  1973.
- Prix et salaires à Florence au XIV e Siécle, 1280–1380, École française de Rome, Roma, 1982.
- Catalogue des manuscrits de la collection des Cinq Cents de Colbert, Chadwyck-Healey France, Paris, 1991.

### Annotazioni
1. ↑  La famiglia Bourel de La Roncière è un'antica famiglia bretone conosciuta a Saint-Brieuc fin dal XVII secolo. Félix Pierre Clair Bourel de La Roncière (nato nel 1739) fu sindaco generale di Terra Santa della diocesi di Saint-Brieuc.

### Fonti
1. 1 2 3  Treccani.
2. 1 2 3  Vergé-Franceschi 2002, p. 841.
3. 1 2 3 4 5 6  Taillemite 2002, pp. 305-306.
4. 1 2 3 4 5 6 7 8 9 10 11 12 13 14 15 16 17 18 19 20 21 22 23 24 25 26 27 28 29 30 31 32 33 34 35 36 37 38  Gallica.
5. ↑  TLe Figaro.
6. ↑  Académie française.